# Galactia lockhartii
Galactia lockhartii är en ärtväxtart som beskrevs av August Heinrich Rudolf Grisebach. Galactia lockhartii ingår i släktet Galactia och familjen ärtväxter. Inga underarter finns listade i Catalogue of Life.